# Tavelsjö
Tavelsjö è un'area urbana della Svezia situata nel comune di Umeå, contea di Västerbotten.
La popolazione rilevata nel censimento 2010 era di 245 abitanti .